# Chersonesus (Marte)
Chersonesus  è una caratteristica di albedo della superficie di Marte.